# Doug McAdam
Doug McAdam (31 de agosto de 1951) es Profesor de Sociología en la Universidad Stanford. Es autor o coautor de una docena de libros y más de cincuenta artículos, y ampliamente considerado como uno de los pioneros del modelo de proceso político en el análisis movimientos sociales.[cita requerida] Escribió uno de los primeros libros sobre esta teoría en 1982, cuando analizó el Movimiento de los Derechos Civiles de los EE. UU.: Political Process and the Development of the Black Insurgency 1930-1970. Su otro libro Freedom Summer ganó el Premio C. Wright Mills en 1990. Se desempeñó como director del Centro de estudios Avanzados en Ciencias del Comportamiento entre 2001 y 2005. Fue elegido miembro de la Academia Americana de las Artes y las Ciencias en el año 2003.

## Obras (en inglés)
- McAdam, D. & Karina Kloos. 2014. Deeply Divided: Racial Politics and Social Movements in Postwar America. New York: Oxford University Press.
- McAdam, D. & Fligstein, N. (2012). A Theory of Fields
- Gerald Davis, Doug McAdam, W. Richard Scott, and Mayer N. Zald (eds.), 2005. Social Movements and Organizations, New York: Cambridge University Press.
- Mario Diani and Doug McAdam (eds.), 2003. Social Movements and Networks: Relational Approaches to Collective Action, Oxford: Oxford University Press.
- Dynamics of Contention.  2001.  Cambridge University Press  (with Sidney Tarrow and Charles Tilly).
- Political Process and the Development of Black Insurgency, 1930-1970,  (2nd Edition),  1999.  University of Chicago Press. ISBN 978-0-226-55553-9
- Freedom Summer, 1988,  Oxford University Press.
- McAdam, D. (1982). Political Process and the Development of Black Insurgency, 1930-1970. 346p.